# Pierre Letourneur
Pierre-Prime-Félicien Letourneur, född 9 juni 1736 i Valognes, död 24 januari 1788 i Paris, var en fransk vitterhetsidkare. 
Letourneur översatte Young, Shakespeare ("Théâtre de Shakspeare", 1776–1782; 2:a upplagan, förbättrad av Guizot, 1824), med ett 
mot den fransk-klassiska dramatiken riktat förord, som ådrog honom ett anfall av Voltaire, Richardson m.fl. engelska författare.